# وزارة الشباب (الجزائر)
وزارة الشباب مكلفة بالأنشطة الشبانية الفردية والجماعية والمدرسية والجامعية، وتكوين الأطر وتنظيم الجمعيات الوطنية والمحلية، وبناء المنشآت لأنواع الضرورية، يترأسها السيد مصطفى حيداوي .

## المهام
تهدف الوزارة إلى وضع وتنفيذ السياسات والخطط والبرامج اللازمة لإنجاز المهام المناطة بها , استناداً إلى دستور والقوانين والسياسة العامة للدولة وخطط التنمية الاقتصادية والاجتماعية، وتتولى على وجه الخصوص المهام التالية :
- تعزيز وعي الشباب بمسؤولياتهم الوطنية وتحفيزهم للمشاركة الفاعلة في الشأن العام.
- تجميع طاقات الشباب حول أهداف الثورة والمبادئ العامة للدولة وتكريس قيم ومفاهيم الوحدة الوطنية.
- دعم القيم الخلقية والروحية وتنمية روح الولاء للوطن والحفاظ على الممتلكات العامة.
- النهوض بالشباب : سياسيا واجتماعياً وثقافياً وإبراز دورة في أداء واجباته.
- إعداد وتأهيل قادة المستقبل القادرين على مواجهة التحديات السياسية والاقتصادية والاجتماعية.
- بناء المنشآت الشبابية وتوفير الإمكانيات اللازمة لها بما يكفل تحقيق الأهداف المرجوة منها.
- تنمية روح الأخوة والتعاون والصداقة بين بلادنا والبلدان الشقيقة والصديقة من خلال اللقاءان الشبابية .

تقوم الوزارة في سبيل تحقيق أهدافها المنصوص عليها في المادة السابقة بمباشرة المهام التالية :
- وضع مشروعات القوانين والنظم والقرارات في مجال نشاط الوزارة ومتابعة تنفيذها واتخاذ الإجراءات القانونية عند مخالفتها.
- إعداد مشروعات خطة النشاط الشبابي في إطار الخطة العامة للتنمية الاقتصادية والاجتماعية للدولة وإعداد البرامج اللازمة للتنفيذ.
- الإشراف المالي والإداري والفني على الهيئات الأهلية التابعة للوزارة باعتبارها هيئات تنفيذية لمهام الوزارة.
- العمل على تطوير الهيئات الأهلية التابعة للوزارة ودعمها والسعي المستمر بها نحو المستوى المنشود دولياً في مجال التنظيم والإدارة.
- وضع وتنفيذ البرامج اللازمة لرفع كفاءات الشباب وقدراتهم في نطاق مهام الوزارة وذلك بالتنسيق مع الهيئات الشبابية ذات الاختصاص وبالتعاون والتنسيق مع الوزارات والمؤسسات ذات العلاقة بمجال التربية والرعاية.
- تنمية العلاقات الخارجية والتعاون الفني مع الدول والمنظمات العربية والإسلامية والإقليمية والاستفادة منها في تطوير أنشطة الوزارة.
- إعداد الدراسات والبحوث الهادفة إلى تطوير القطاع الشبابي .
- تحديد احتياجات الوزارة من القوى العاملة في كافة المجالات والمهارات والمستويات ومتابعة توفيرها.
- إعداد تقارير سنوية عن نشاط الوزارة ومستوى تنفيذ قرارات وأوامر مجلس الوزراء حسب النموذج المعد لذلك.

## الوزراء
| الترتيب | الصورة | الاسم (الميلاد- الوفاة) | تاريخ العهدة   | تاريخ العهدة   | الحكومة                | ملاحظات |
| ------- | ------ | ----------------------- | -------------- | -------------- | ---------------------- | --- |
| 1       |        | مصطفى حيداوي ( - 1982)  | 18 نوفمبر 2024 | 18 سبتمبر 1963 | حكومة العرباوي الثانية | بتاريخ 18 نوفمبر عينه الرئيس عبد المجيد تبون وزيرا للشباب بعد فصل وزارة الشباب عن وزارة الشباب والرياضة. (السن عند تولي المنصب: 42 سنةً) |

## وصلات داخلية
- الرياضة في الجزائر
- وزارة الشباب والرياضة (الجزائر)